# Xã Elsah, Quận Jersey, Illinois
Xã Elsah (tiếng Anh: Elsah Township) là một xã thuộc quận Jersey, tiểu bang Illinois, Hoa Kỳ. Năm 2010, dân số của xã này là 2.462 người.